# Rita Carrera i Terradellas
Rita Carrera Terradellas (Badalona, Barcelonès, 21 de juny de 1947) és una jugadora de basquet catalana, ja retirada. Formada en les categories inferiors al Joventut de Badalona, va competir amb el primer equip, entrenat per Pere Gol, a la primera divisió entre 1967 i 1972. Amb la selecció espanyola fou internacional en cinc ocasions. Fou nomenada com a Històrica del Bàsquet Català per la Fundació de Bàsquet Català l'any 2005.